# Brzozowa (województwo podlaskie)
Brzozowa – wieś w Polsce położona w województwie podlaskim, w powiecie monieckim, w gminie Jaświły.

## Opis
Wieś królewska (sioło), należąca do wójtostwa bobrowskiego starostwa knyszyńskiego w 1602 roku, położona była w 1795 roku w ziemi bielskiej województwa podlaskiego.
W latach 1975–1998 miejscowość należała administracyjnie do województwa białostockiego.
We wsi znajduje się cmentarz rzymskokatolicki założony w XVII wieku.